# Aura an der Saale
Aura an der Saale är en kommun och ort i Landkreis Bad Kissingen i Regierungsbezirk Unterfranken i förbundslandet Bayern i Tyskland.
Kommunen ingår i kommunalförbundet Euerdorf tillsammans med köpingarna Euerdorf och Sulzthal samt kommunen Ramsthal.